# Signor–Lipps-hatás

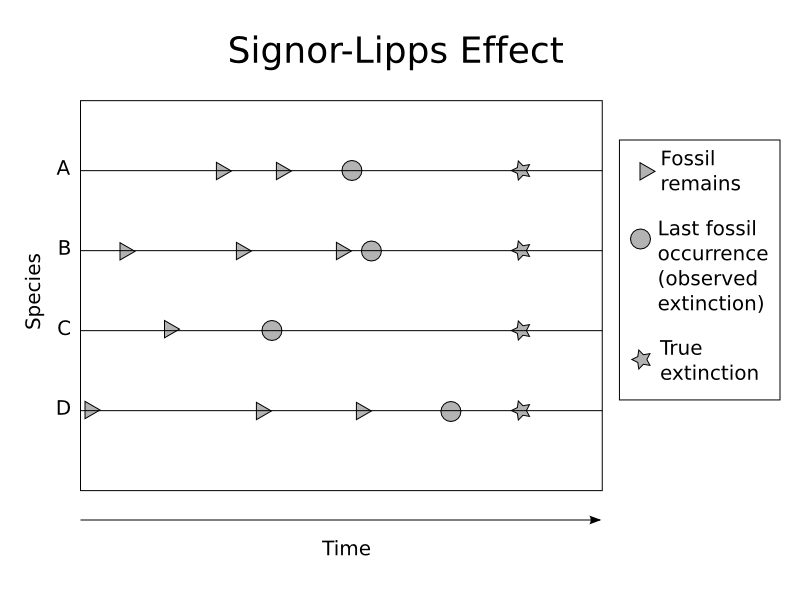
A Signor–Lipps-effektus miatt a kihalások jóval kiterjedtebbnek tűnnek az időben, mint amilyenek valójában voltak. A diagram függőleges tengelye az egyes fajokat, a vízszintes pedig az idő múlását mutatja, a háromszögek a fosszilis maradványokat, a körök az utolsó fosszíliákat (az észlelt kihalásokat), a csillagok pedig az igazi kihalásokat jelzik

A Signor–Lipps-hatás őslénytani elv, melyet Philip W. Signor és Jere H. Lipps dolgozott ki, akik azt állították, hogy az élő szervezetek fosszilis rekordja sosem teljes, egy adott taxonnak sem az első, sem az utolsó egyede nem található meg fosszíliaként.
A leglátványosabb példa a bojtosúszójú maradványhal melyről mindaddig úgy vélték, hogy kihalt a késő kréta időszakban, amíg 1938-ban egy élő példányra nem bukkantak.
De a Signor–Lipps-effektus jóval fontosabb az őslénytani problémákat illetően:
- Nagyon nehéz biztosan meghatározni a tömeges kihalások idejét és sebességét, és ez megnehezíti a kihalások okaival kapcsolatos elméletek tesztelését. Például a dinoszauruszok kihalását sokáig fokozatos folyamatnak gondolták. Az 1980-as évektől egy hirtelen bekövetkező kihalást állítanak, amelyet Walter Alvarez aszteroidabecsapódásos elmélete alapján tesznek fel. A Signor–Lipps-hatás látszólag alátámasztja, hogy a leletekből nem látható egyidejűség – mivel a leletek még mindig a fokozatos kihalást támasztják alá – lehetett akár egyidejű is. A Signor–Lipps-hatás azonban nem magyarázza meg kielégítően a leletanyag általános ritkulását a kihalási események esetében, alapvetően nem is ilyenekre vonatkozik, mégis a katasztrófa-elmélet fő hivatkozási pontjává vált.
- A taxonok első megjelenésével kapcsolatos bizonytalanság miatt nehéz pontosan meghatározni az egyes nemek származását. Például ha az X nem legkorábbi ismert fosszíliája korábbi, mint az Y nem legkorábbi fosszíliája, továbbá az Y nem az X nem minden jellemzőjével rendelkezik és emellett sajátjai is vannak, akkor természetes dolog azt állítani, hogy az X az Y őse. Azonban ezt az elméletet bármikor megkérdőjelezheti egy Y nemből származó olyan fosszília felfedezése, amely korábbi az X nem legkorábbi ismert fosszíliájánál, hacsak nem találnak az X nemhez tartozóan is egy annál is korábbi maradványt és így tovább.

## Az elmélet
Signor és Lipps 1982-ben adták ki közös cikküket, amiben az ősmaradvány-megőrződés és a mai paleontológiai gyűjtés feltételeit és körülményeit, valamint rétegtani elterjedésüket vizsgálták. Megállapították azt az evidenciát, miszerint az ősfajokat nem találjuk meg minden olyan rétegben, amelyek keletkezése idején léteztek. A megismertség fokát a mintavételi sűrűség is erősen befolyásolja. Az észlelt leletsűrűség alapján az egykor élt fajok földrajzi és időbeli elterjedése mindig jelentős alábecsléssel állapítható meg. Az ismert intervallumok rövidülése azonban véletlenszerű.
Az elmélet végkövetkeztetése az, hogy a ritka ősmaradványok esetében lehetetlen annak eldöntése, hogy a kihalás hirtelen, vagy fokozatosan történt, ennek ellenére vált a katasztrófa-elméletek rendszeres hivatkozási alapjává. Az elmélet szerint a rétegtani elterjedés jobb, széles körű megismertsége egyre jobban közelíti a tényleges határértéket, de véletlenszerű jellege miatt általában sosem éri azt el. Ennek bizonysága az elmúlt néhány évtized észak-amerikai felső kréta kutatása: a nyolcvanas években a Hell Creek formációban három méterrel a kréta-paleocén határ alatt volt ismert a legutolsó dinoszaurusz-lelet, ez ma egy méter. A formáció összes lelőhelye a lehető legalaposabb feltáráson és kutatáson esett át, mégsem sikerült egyetlen dinoszaurusz-maradványt sem találni a határ közelében. Attól azonban, hogy egy faj utolsó példányait nyilván valószínűtlen megtalálni, a leletek ritkulása a határ közelében még magyarázatlan marad. A leletfogyatkozást általában a populáció fogyatkozása okozza, mivel képtelenség azt feltenni, hogy éppen egy kihalási határ előtt kezd mutatkozni a Sigor–Lipps-hatás.
Ugyanez érvényes más állatcsoportokra is. Például az ammoniteszek a kréta-paleocén határ környékén eltűntek. A Signor–Lipps-hatás figyelembe vétele nélkül is megállapítható, hogy egyetlen ismert Ammonites-faj sem élte meg magát a határt. Azonban az ammoniteszek maradványai fokozatosan tűnnek el rétegekből a határ felé közeledve és egyetlen ammonitesz sem ismert közvetlenül a K–T-határ előttről. A leletanyag szerint az ammoniteszek a K–T határt már nem érték meg. A ritkulás még a maastrichti emelet első felében kezdődött, 69 millió évvel ezelőtt, folyamatos háttérkihalással. A Signor–Lipps-hatás figyelembe vételével különböző elterjedési statisztika-javító módszerekkel viszont már úgy is értelmezhető, hogy az ammoniteszek egy jelentős része akár túl is élte a határt és csak valamivel később pusztult ki.

## Lásd még
- Lázár-taxon
- Kihalások okai
- Kihalási esemény
- Dinoszauruszok

## Fordítás
- Ez a szócikk részben vagy egészben  a   Signor-Lipps effect című angol Wikipédia-szócikk ezen változatának fordításán alapul.  Az eredeti cikk szerkesztőit annak laptörténete sorolja fel. Ez a jelzés csupán a megfogalmazás eredetét és a szerzői jogokat jelzi, nem szolgál a cikkben szereplő információk forrásmegjelöléseként.

## Külső hivatkozások
- Whale glossary: S. (Hozzáférés: 2008. december 2.)
- Hominid Evolution and the Signor-Lipps Effect, 2005. november 27. [2007. február 28-i dátummal az eredetiből archiválva]. (Hozzáférés: 2008. december 2.)
- Steve C. Wang, Asst. Prof. of Statistics, Swartmore College: Paleobiology @ Swarthmore. (Hozzáférés: 2008. december 2.)